# Villa Eguzki Jaia
La villa Eguzki Jaia o Apikale se ubica en el barrio Urtza del municipio de Ea (provincia de Vizcaya, España), en un entorno rural de espacios naturales junto al mar Cantábrico. 
La vivienda ocupa una posición relativamente central dentro de una parcela predominantemente llana, situándose en una zona alta y rodeándose de un jardín. En su cara sur existen un magnolio, un tejo, dos cerezos y limoneros. 
La parcela desciende hacia el este, donde se divisa el mar sin tamiz alguno, y hacia el norte y el oeste con mayores desniveles. En la cara norte del jardín existe un mirador de fábrica que forma un asiento semielíptico. 
En el acceso a la villa, en el sur, hay un cierre de madera que es la puerta de acceso a la finca y una singular caseta vertical con ornamentos triangulares. Tanto la puerta-valla como la caseta responden ambientalmente al diseño del edificio principal. Hay un inmueble en el área sur de la parcela origen de la villa pero no existen divisiones físicas en el terreno.

## Descripción
Eguzki Jaia o Apikale consta de semisótano, dos alturas y bajocubierta. Se caracteriza por su planta irregular, cubierta de múltiples faldones de fuerte pendiente con teja plana y, por el dominio de las formas verticales, con numerosos cuerpos coronados por piñones. Es muy característico del edificio el tratamiento conjunto de toda su parte superior y concretamente de los piñones.
La fachada sur de acceso muestra una distribución simétrica con tres cuerpos. Los laterales están coronados por amplios piñones abuhardillados con una ventana vertical y en el cuerpo central se aloja un pequeño porche de entrada. Cada cuerpo alberga un eje vertical de vanos. 
El pórtico de acceso se sitúa centrado en la fachada y un murete curvilíneo marca la puerta de entrada. El pórtico tiene azulejos y vanos con herrería. La fachada este presenta asimetría y se compone de tres cuerpos diferentes. El central avanza respecto a los demás y está coronado por un piñón similar a los anteriores. Sobre el cuerpo lateral derecho existe otro piñón a modo de buhardilla. Esta fachada cuenta con mayor número de vanos, siempre ordenados, y una gran terraza a la altura de la planta principal, que sirve de cubierta del semisótano al que se accede a través de un arco rebajado. En la fachada norte se acentúa el ángulo noreste, hay dos tramos y tres piñones, siendo el piñón central una pequeña buhardilla. La terraza continúa con un añadido al original. La fachada oeste es la más austera, es simétrica, consta de tres cuerpos ciegos y es la única que no presenta balcones. 
El cuerpo central sobresale respecto a la fachada, es coronado por un piñón sin ventana, delata la ubicación de los baños y tiene finas ventanas en sus laterales. Las fachadas presentan vanos verticales con contraventanas venecianas de madera en color rojo y paramentos con rehundidos a modo de vanos ficticios. Existen balcones de hormigón ajenos al diseño del inmueble. La base del edificio, el semisótano, es un zócalo con una moldura superior, cuatro bandas horizontales con juntas rehundidas y una base lisa inferior.

La parte superior del inmueble se inicia con una faja horizontal que recorre todo el edificio marcando la cornisa y sirviendo de base de los piñones triangulares. La faja, en su centro, está formada por una sucesión de figuras geométricas que se repiten a modo de almohadillados, con ángulos recortados y decoración con semicírculos. En su parte inferior es una banda lisa y en su parte superior consta de molduras en ángulo recto que avanzan sobre el plano de fachada. Los ángulos del edificio se acentúan con un tratamiento diferencial y un relieve, incluyendo fuera de la faja, en su borde inferior, un volumen de círculos concéntricos sobre un cuadrado de base.
Los paños de los piñones son cubiertos totalmente por una sucesión regular de formas geométricas en relieve de un tamaño variable en función de su posición. En su parte inferior se dispone una sucesión de relieves verticales, rectángulos con los extremos recortados y curvos, para posteriormente dar paso a relieves de menor tamaño que básicamente son una repetición de un cuadrado maclado con un octógono que aloja dos círculos concéntricos. Por último y tras una franja roja surge el cuerpo del alero de la cubierta, con cabios a modo de jabalcones unidos por un entablado de madera.
El interior del inmueble conserva la tipología estructural de forjados de madera y muros de carga de mampostería. La distribución interior esquemáticamente se puede dividir en una crujía oeste que alberga el núcleo de baños en diferentes plantas y una cocina en la planta baja, una crujía este que alberga habitaciones y las zonas nobles o servidas del edificio con los salones y la capilla y, una crujía central que alberga la escalera y habitaciones. 
La primera altura es la planta noble con los salones, mientras la planta superior alberga habitaciones. En la bajocubierta hay una capilla con decoración de falsos nervios y una puerta que sirve de confesionario. La planta semisótano aloja diferentes servicios y conserva un acceso directo a la cocina mediante una escalera auxiliar. Por otra parte, la escalera de madera de la casa se inicia en un tramo recto tras el porche de acceso, está cerrada lateralmente por un empanelado de madera quedando el otro lateral en vuelo. El barandado tiene un tratamiento cúbico en su parte inferior y el pilono de arranque se fija al suelo sin invadir el primer escalón. El empanelado se decora mediante líneas rectas paralelas que también se aprecian, en menor medida, en la escayola de la parte inferior de la rampa de la escalera. 
Las carpinterías de madera interior presentan huecos cuadrados y formas geométricas y mantienen un interés ambiental. Las jambas de vanos tienen un tratamiento en madera para albergar las contratapas interiores de las ventanas. 
Se observa de manera generalizada interesantes trabajos de herrería con motivos geométricos y formas curvas. El interior presenta un tratamiento muy coherente e integrado con el propio tipo de edificio.